# あっちこっちマッチ
『あっちこっちマッチ』は、朝日放送ほかで放送されていたクイズ番組。製作局の朝日放送では1988年10月から1989年3月まで、毎週木曜 18:50 - 19:20 （日本標準時）に大阪ガスの一社提供で放送。

## 概要
当時アクティ大阪にあった朝日放送のサテライトスタジオ・ABCエキスタの6×6のマルチビジョンを使用。2人1組のペア3チームが、神経衰弱をモチーフとしたゲームに挑戦。向かって右側のモニター18枚を「あっちパネル」、左側のモニター18枚を「こっちパネル」と呼び、解答者は「『あっち』の○番」「『こっちの』○番」とパネルを指定、正解なら続けて解答、不正解で次のチームに解答権が移る。パネルには様々な項目があり、それらの項目を正しく合わせるが、賞金などの賞品の項目もあった。
ゲームは前半後半に分かれており、前半は10組合わせるまで続けられ、後半は残りの8組の項目がシャッフルされ、全部合わせるまで続けられる。得点は1組1ポイントが基本だが、後半になるといくつかの組に無作為に2ポイントや3ポイントのマークが付けられるため、逆転も可能。
優勝したチームは「スーパーマッチ」の挑戦権を獲得。6×6のモニターにトランプのスート（ハート、スペード、ダイヤ、クラブ）がそれぞれ3×3で表示され、その中に○マークと×マークが2つずつ配置。解答者は4つのスートの中から1つずつ、計2つ選んでモニターを開け、○マークが2つ揃えばペアで行くハワイ旅行を獲得。失敗しても、当てた○マークの数に応じて賞品が贈られる。ゲーム開始前に司会の佐野量子が、○マークと×マークの配置を番組視聴者だけに回転式プラカードでこっそりと公開する「量子の秘密」があった。
この番組は、系列局の新潟テレビ21と瀬戸内海放送、ならびにフジテレビ系列の富山テレビ（水曜 11:00 - 11:30）でも遅れネットで放送されていた。

## 司会
- 渡辺徹
- 佐野量子